# Montalvânia
Montalvânia es un municipio brasileño situado en el extremo norte del estado de Minas Gerais.

## Historia
El municipio posee una gran concentración de grutas y abrigos con más de 6 mil grabados y  pinturas rupestres milenarias. Está establecido que esta área estuvo poblada desde al menos hace 11 mil años. La parte inferior de grabados hallados en Montalvânia está cubierta con un depósito fino de calcita mezclada com granos de cuarzo, debido a inundaciones ocasionales. Esa mezcla de los dos minerales fue datada en 50 mil años antes del presente por termoluminiscencia y resonancia paramagnética electrónica.
A la llegada de los europeos la región estaba habitada por pueblos indígenas como los Xacriabás. En la época colonial fugitivos de la esclavitud establecieron algunos quilombos en este territorio.
El poblado fue fundado por el campesino Antônio Lopo Montalvão el 22 de abril de 1952, en tierras de la hacienda "Barra do Poções".

## Geografía
Su población estimada es de 15.862 habitantes, de acuerdo con el censo IBGE 2010, con densidad de 10,55 hab/km².
El punto más alto del municipio, en la Serra dos Tropeiros, tiene 806 m s. n. m.
El municipio limita con el estado de Bahía.

### Hidrografía
- Río Carinhanha, afluente del río San Francisco
- Río Cochá
- Río Poções

### Clima
Según los datos del Instituto Nacional de Meteorología de Brasil (INMET), la temperatura mínima registrada en Montalvânia fue de 4,8°C, el 10 de junio de 1985; la máxima fue de 40,7 °C, registrada el 6 de noviembre de 2008. La mayor precipitación de lluvia en 24 horas fue de 131,0 mm, el 20 de marzo de 2004. Otras grandes aprecipitaciones alcanzaron de 125,0 mm, el 8 de diciembre de 2000 y 109 mm, el 27 de diciembre de 2002.

### Carreteras
- BR-30
- BR-135